# Sopa crema de espárragos
La sopa crema de espárragos es una sopa a base de espárragos, caldo a los que se agregan leche o crema como ingredientes principales.[cita requerida] Existen ciertas variaciones en cuanto a los ingredientes. La sopa crema de espárragos se puede servir caliente o fría, y la sopa puede estar completada con cebollines, crème fraîche y crema agria.[cita requerida]

## Ingredientes y métodos de preparación
Los principales ingredientes son espárragos, un caldo liviano de pollo o vegetales y leche o crema. Los espárragos una vez cocidos pueder ser hechos puré o molidos, y algunas preparaciones combinan formas de puré y trozos sólidos de espárragos, como por ejemplo puntas cocidas de espárragos. Las versiones con puré pueden ser pasadas por un colador para quitar las fibras de los espárragos. El uso de trozos gruesos de espárragos puede ayudar a mejorar el sabor de las versiones con puré de la sopa crema de espárragos, como por ejemplo el uso de espárragos frescos durante la temporada de cosecha (durante la primavera).
Puede ser espesada recurriendo a un roux, y algunas versiones pueden omitir la lecha y utilizar más caldo, y algo de roux adicional para espesar la sopa. Puede ser servida decorada con puntas de espárragos, croutons, crema agria, crème fraîche, hierbas tales como cebollines, perejil y estragón, y otros. Las versiones frías pueden contener crema revuelta en la sopa antes de ser servida, o pueden ser coronadas con crema agria.
Ingredientes adicionales que pueden ser usados en su preparación pueden ser crema diluida con leche, leche evaporada, cebolla, ajo, jugo de limón, apio, sal, pimienta, puerros y hierbas tales como perejil y albahaca. A veces se agrega queso para incorporar aroma y espesar la sopa en versiones que omiten el uso de crema o leche. A veces se agrega arroz.

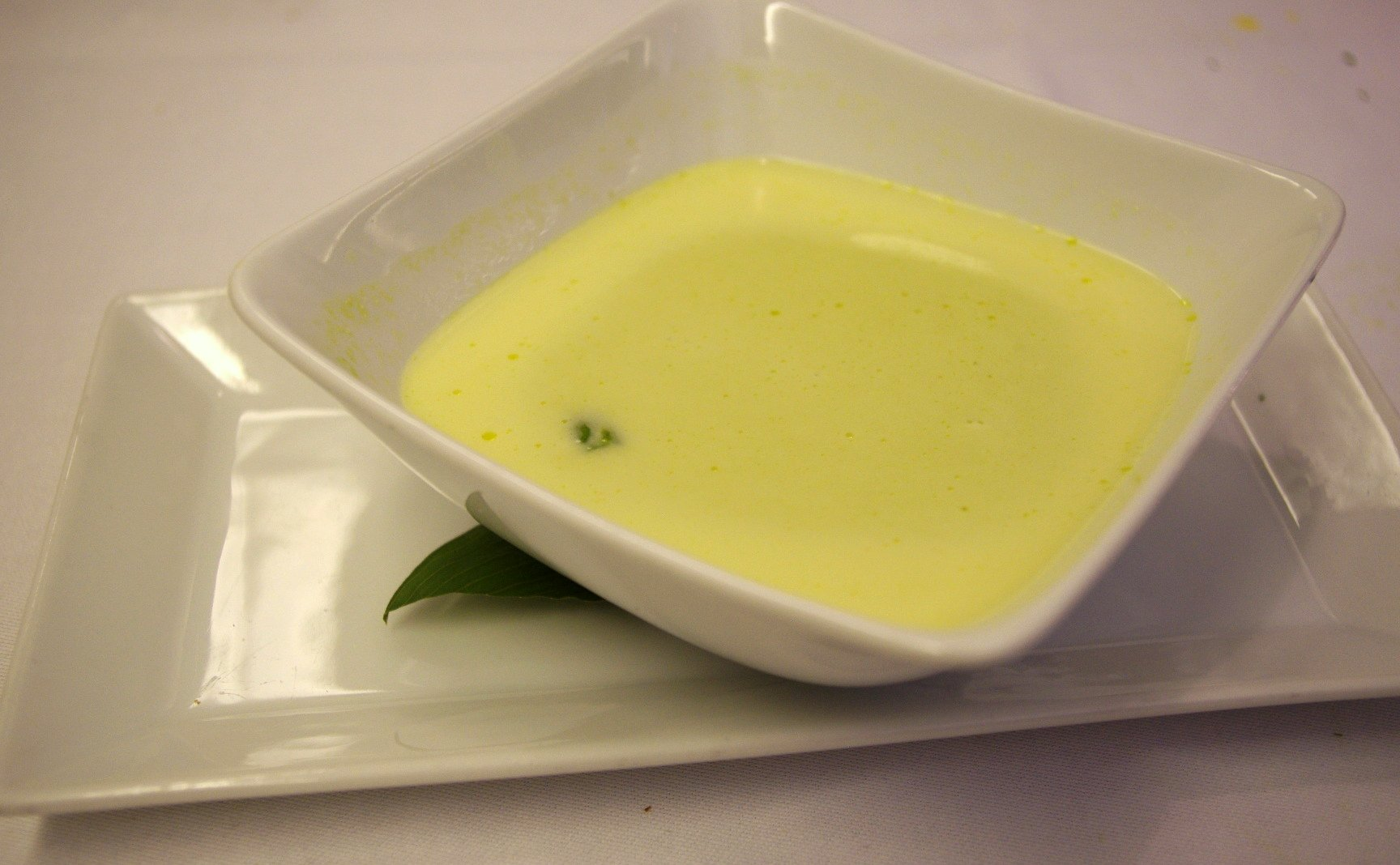
Sopa cremosa de espárragos con puntas de espárragos